# Индустријска зона Валтезино (Асколи Пичено)
Индустријска зона Валтезино (итал. Zona Industriale Valtesino) насеље је у Италији у округу Асколи Пичено, региону Марке.
Према процени из 2011. у насељу је живело 11 становника. Насеље се налази на надморској висини од 20 м.